# Syllectra vitrimacula
Syllectra vitrimacula là một loài bướm đêm trong họ Erebidae.